# Blås & Knåda

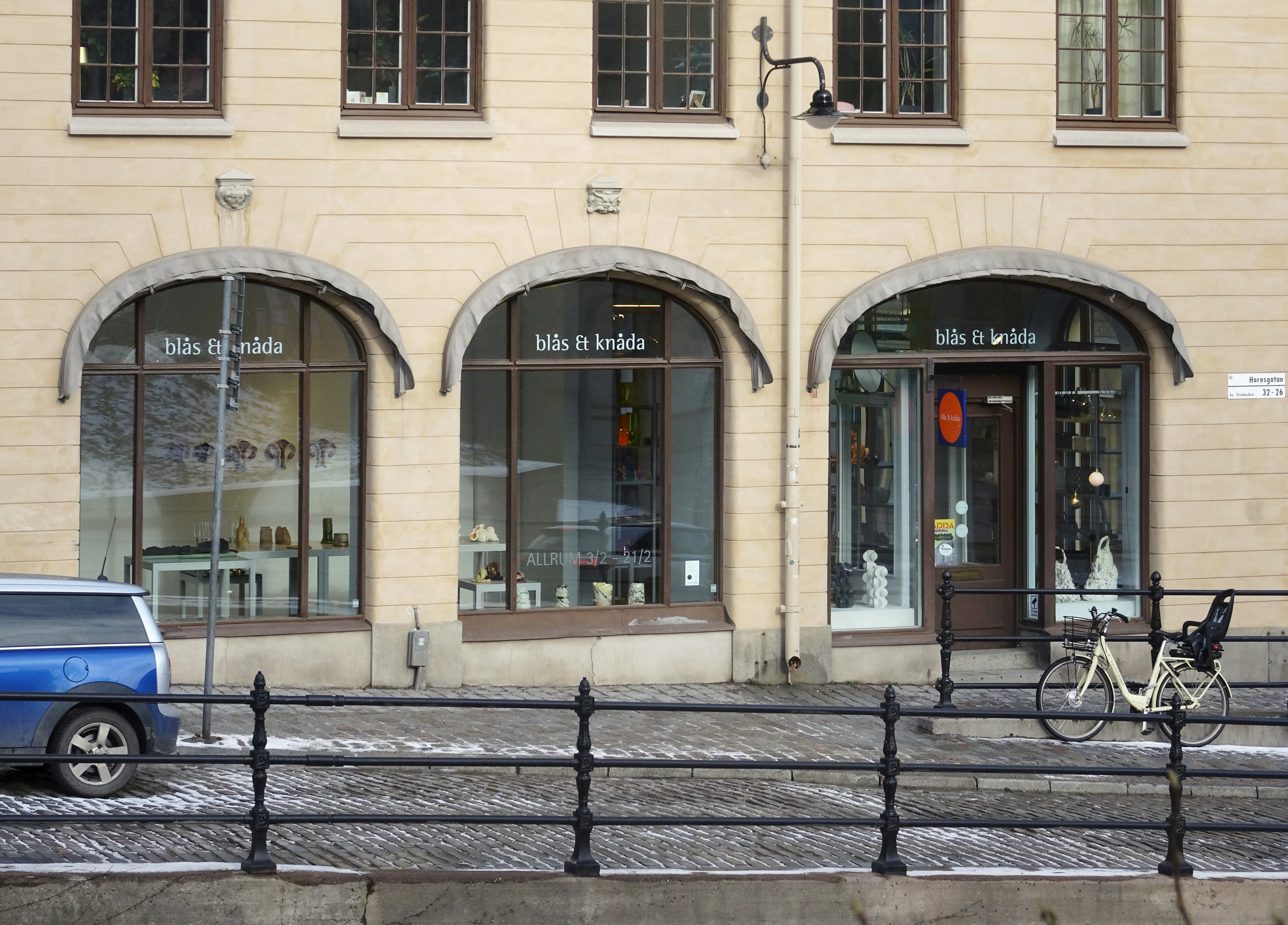
Blås & Knåda, Hornsgatan 26.

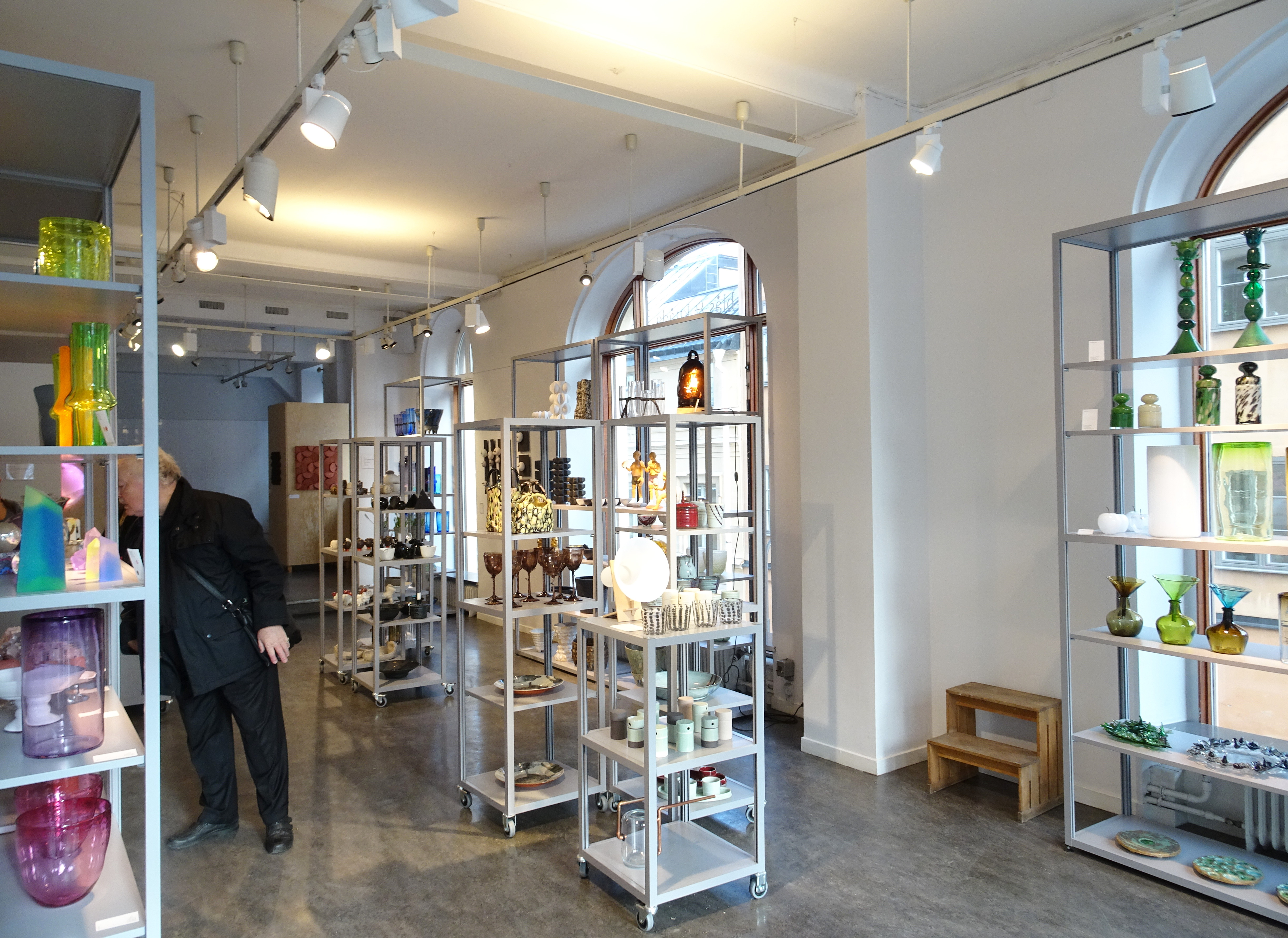
Blås & Knåda, galleri och butik, 2018.

Blås & Knåda är ett konsthantverkskollektiv som har sin verksamhet med galleri och butik vid Hornsgatan 26 på Södermalm i Stockholm.

## Historik
Blås & Knåda startades i maj 1975 av några unga glas- och keramikkonstnärer. Förebild var bland annat Mah-Jong och 10-gruppen. Namnet hittades på av keramikern Lasse Frisk. Den första butiken låg på Köpmantorget i Gamla stan. Gruppen bestod då av 21 medlemmar. Bland dem märks Lena Andersson, Åsa Lindström och Charlotte Alexanderson. 
Tidiga kunder var statliga och privata företag som  Statens Konstråd, Apoteksbolaget, Handelsbanken och Astra. 1982 flyttades verksamheten till den nyrenoverade fastigheten Stenbocken 7 på Hornsgatspuckeln (Hornsgatan 26). Två år senare anställdes skulptören Inger Modin-Hülphers som gruppens första intendent.
Sina största framgångar hade Blås & Knåda på 1980-talet och en bit in i 1990-talet. Sedan stod handgjorda konstföremål inte så högt i kurs längre. Idag har pendeln svängt igen till konsthantverkets fördel. År 2008 fick Blås & Knåda Villeroy & Boch Gustavsbergs keramikstipendium. Blås & Knåda fungerar idag som ett centrum för glas- och keramikintresserade där 45 yrkesverksamma medlemmar driver butik och galleri tillsammans.